# Эрнст фон Ратцебург
Эрнст фон Ратцебург (нем. Ernst von Ratzeburg; убит 5 марта 1279) — магистр Ливонского ордена с 1273 по 1279 год.

## Биография
В 1273 году после отставки ливонского магистра Вальтера фон Нордека новым ландмейстером Тевтонского Ордена в Ливонии был назначен Эрнст фон Ратцебург.
Продолжал борьбу против Великого княжества Литовского. Литовцы совершали систематические набеги на орденские владения в Земгалии. В 1275 году ливонский магистр Эрнст фон Ратцебург основал на Западной Двине новый ливонский замок Динабург где разместил большой гарнизон. Этот замок стал орденским форпостом против литовцев.
В 1277 году великий князь литовский Тройден (1270—1282), собрав большое литовско-русское войско, вступил в ливонские пограничные владения и осадил замок Динабург. Во время осады использовались осадные башни и баллисты. Осада длилась четыре недели. Великий князь литовский не смог взять штурмом замок и вынужден был отступить в свои владения.
В конце 1278 года ливонский магистр Эрнст фон Ратцебург предпринял большой ответный поход на литовские владения. Вместе с ливонскими крестоносцами выступил ревельский наместник Эйлард (Элерт) фон Оберг с датскими рыцарями. В январе 1279 года ливонские и датские крестоносцы, разоряя литовские земли, прорвались до города Кернавы, где находилась резиденция великого князя литовского Тройдена. Ливонский магистр осадил Кернаву, но не смог её захватить. В феврале крестоносцы прекратили осаду, разграбили городские окрестности и вместе с захваченной добычей начали отступление. Великий князь литовский Тройден собрал большое войско и устремился в погоню за крестоносцами. Литовцы настигли ливонско-датское войско под замком Ашераден.
5 марта 1279 года произошла битва под Ашераденом. Великий князь литовский Тройден решил разделить ливонско-датское войско на две части и разгромить их поодиночке. В начале сражения одна часть литовского войска обратились в притворное бегство. Датчане во главе с ревельским наместником Эйлардом фон Обергом стали преследовать противника, но не смогли его догнать и решили вернуться к своим союзникам — ливонским рыцарям. Когда датчане прибыли на поле битвы, ливонское войско было уже полностью разгромлено. Датчане также попали в ловушку и потерпели поражение. В сражении погибли ливонский магистр Эрнст фон Ратцебург, ревельский наместник Эйлард фон Оберг, около семидесяти ливонских крестоносцев, много рыцарей и простых воинов.